# Barranc Fondo
Barranc Fondo, es el 4º núcleo de población más poblado del municipio de Alfaz del Pi, provincia de Alicante, Comunidad Valenciana, España. Su población supera los 2300 habitantes. Está ubicado a 150 m de altitud y a 8 km de la playa más cercana. Sus habitantes viven gracias al turismo, aunque también hay industria y comercio. El 48 % de sus pobladores son de origen extranjero, principalmente ingleses. Está situada a menos de 7 km Benidorm y muy cerca de Puig Campana.
| Gráfica de evolución demográfica de Barranc Fondo entre 1900 y 2023                      |
|                                                                                          |
| Fuente: Instituto Nacional de Estadística de España - Elaboración gráfica por Wikipedia. |